# استخوان نیمه‌چهارپهلو
استخوان نیمه‌چهارپهلو استخوانی کوچک در ردیف دورینه (دیستال) مچ دست چهاراندامان، از جمله انسان است. این استخوان یکی از هشت استخوان مج دست است. نام‌های دیگر آن عبارتند از استخوان شبه‌ذوزنقه‌ای و تراپزوئید (به انگلیسی: Trapezoid).
استخوان‌های ردیف تحتانی (دیستال) مچ دست از سمت خارج به داخل (انگشت شست به انگشت کوچک) عبارتند از:
- چهارپهلو (تراپزیوم)
- نیمه‌چهارپهلو (تراپزوئید)
- کله‌ای (کاپیتیت)
- چنگکی (هَمِیت)

استخوان نیمه‌چهارپهلو کوچک‌ترین استخوان در ردیف دورینهٔ (دیستال) استخوان‌های مچ دست است که به کف دست ساختار می‌دهد. این استخوان ممکن است به دلیل شکل گوه مانندش شناخته شود، انتهای پهن گوه پشت و انتهای باریک آن سطح کف‌دستی را تشکیل می‌دهد. و همچنین به دلیل داشتن چهار سطح مفصلی که یکدیگر را لمس می‌کنند و با لبه‌های تیز از هم جدا شده‌اند. این استخوان هم‌ساخت با «دومین استخوان دورینهٔ مچ‌دستی» در خزندگان و دوزیستان است.

## ساختار
استخوان نیمه‌چهارپهلو یک استخوان‌های مچ دست چهارضلعی است که در دست یافت می‌شود. این استخوان در ردیف دیستال استخوان‌های مچ دست قرار دارد. : ۷۰۸ 

### سطوح
سطح بالایی چهارضلعی، صاف و کمی مقعر است و با استخوان ناوی مفصل می‌شود.
سطح زیرین با انتهای نزدیک (پروگزیمال) دومین استخوان کف‌دستی مفصل می‌شود. این سطح از یک طرف به طرف دیگر محدب، از جلو به عقب مقعر است و توسط یک برآمدگی به دو رویهٔ نابرابر تقسیم می‌شود.
سطوح پشتی و کف‌دستی برای اتصال رباط‌ها ناهموار هستند که سطح پشتی بزرگتر از کف‌دستی است.
سطح جانبی، محدب و صاف است و با استخوان چهارپهلو مفصل می‌شود.
سطح میانی در جلو مقعر و صاف است و برای مفصل شدن با استخوان کله‌ای و در پشت ناهموار است و برای اتصال یک رباط بین استخوانی.

## عملکرد
استخوان‌های مچ دست به عنوان یک واحد عمل می‌کنند تا یک ساختار استخوانی برای دست فراهم کنند. : ۷۰۸ 

## اهمیت بالینی
شکستگی‌های جداگانه استخوان نیمه‌چهارپهلو نادر هستند و ۰٫۴ درصد از کل شکستگی‌ها را تشکیل می‌دهند، بنابراین کمترین شکستگی در بین تمام استخوان‌های مچ دست است. این به دلیل موقعیت نسبتاً محافظت شده استخوان است. در قسمت دور (دیستال)، این استخوان یک مفصل پایدار و نسبتاً بی‌حرکت با دومین استخوان کف‌دستی (متاکارپ) تشکیل می‌دهد، در قسمت شعاعی (رادیال) و نزدیک (پروگزیمال) رباط‌های محکمی با استخوان‌های چهارپهلو و کله‌ای و در قسمت زند‌ زبرین (اولنار) با استخوان ناوی تشکیل می‌دهد.
با این حال، آسیب می‌تواند از طریق نیروی محوری اعمال شده به قاعده دومین استخوان کف‌دستی رخ دهد. دررفتگی‌های جزئی، مانند آنهایی که در اثر ضربه ایجاد می‌شوند، غیرمعمول نیستند. ضربه مستقیم به استخوان نیز می‌تواند باعث شکستگی شود.

به دلیل نادر بودن آن، درمان استاندارد مشخص نشده است. طیف گسترده‌ای از درمان‌ها امکان‌پذیر است، از جمله استراحت، جراحی و گچ گرفتن.

## تصاویر دیگر

موقعیت استخوان نیمه‌چهارپهلو (با رنگ قرمز نشان داده شده است). دست چپ. انیمیشن.
استخوان نیمه‌چهارپهلو دست چپ. نمای نزدیک. انیمیشن.
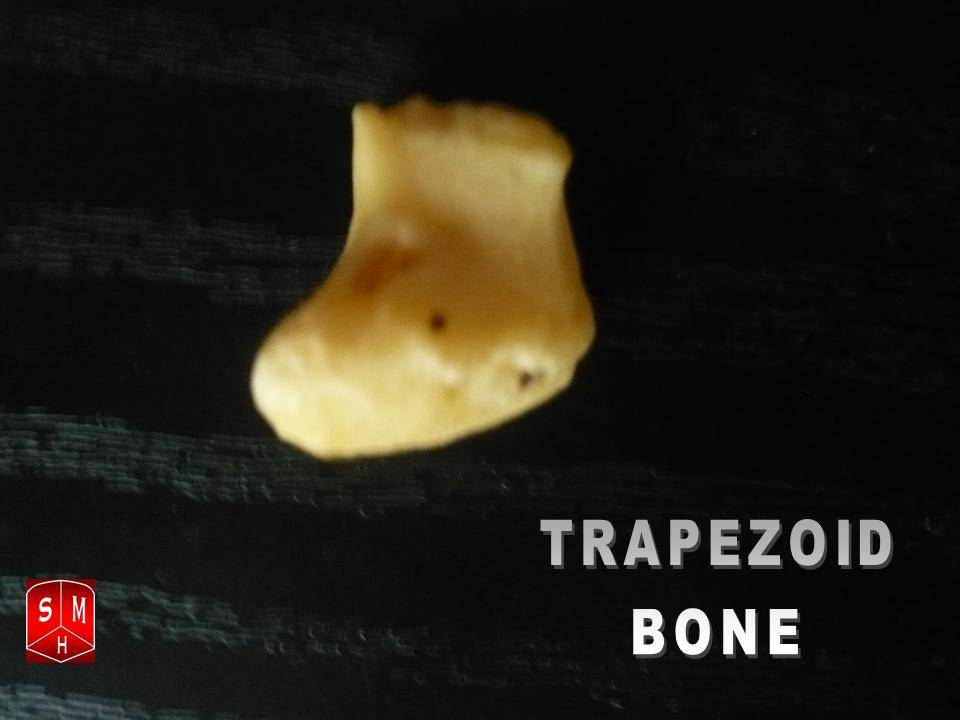
استخوان نیمه‌چهارپهلو.
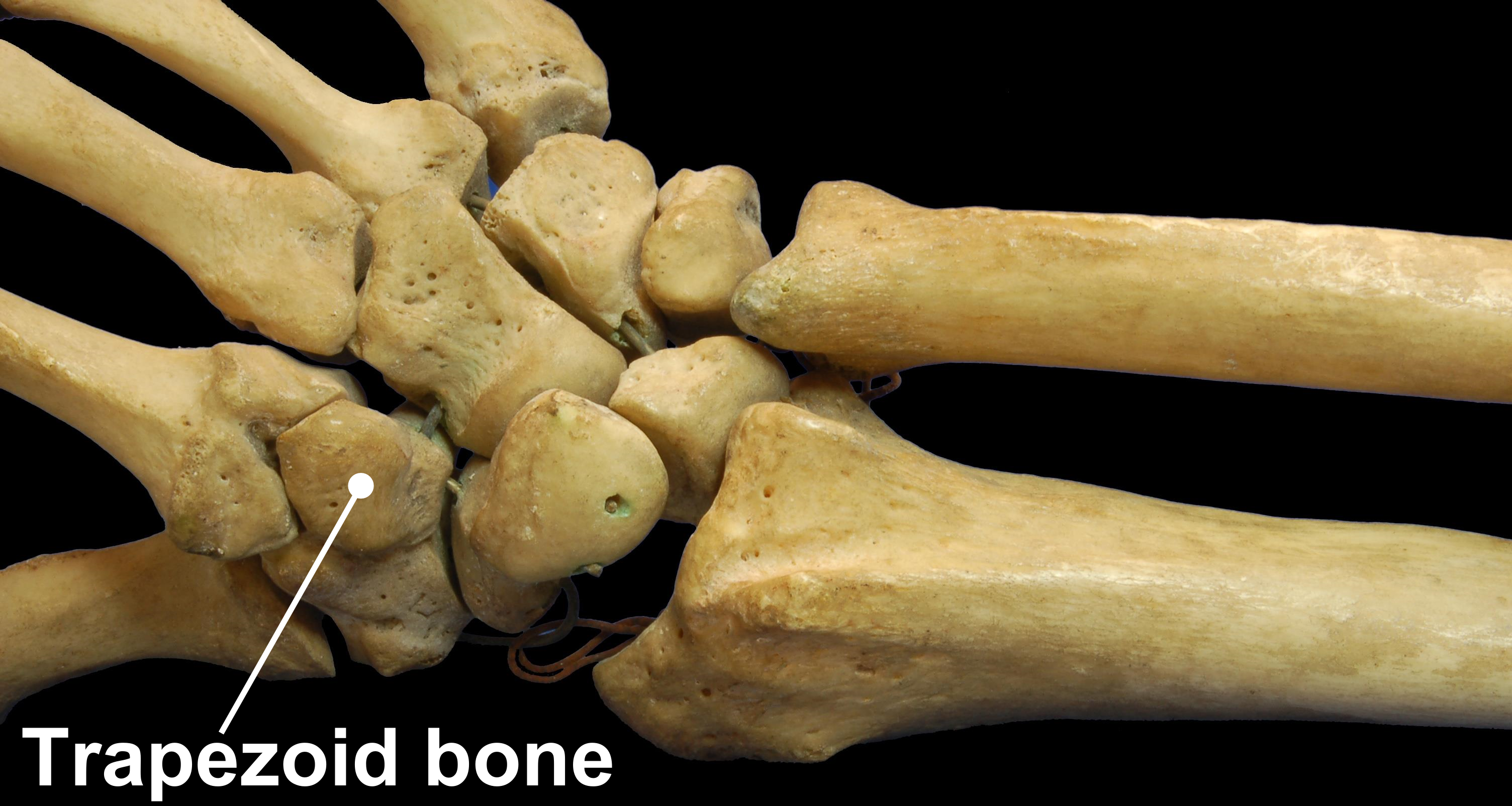
نمای خلفی دست راست (نمای پشتی). انگشت شست در پایین.
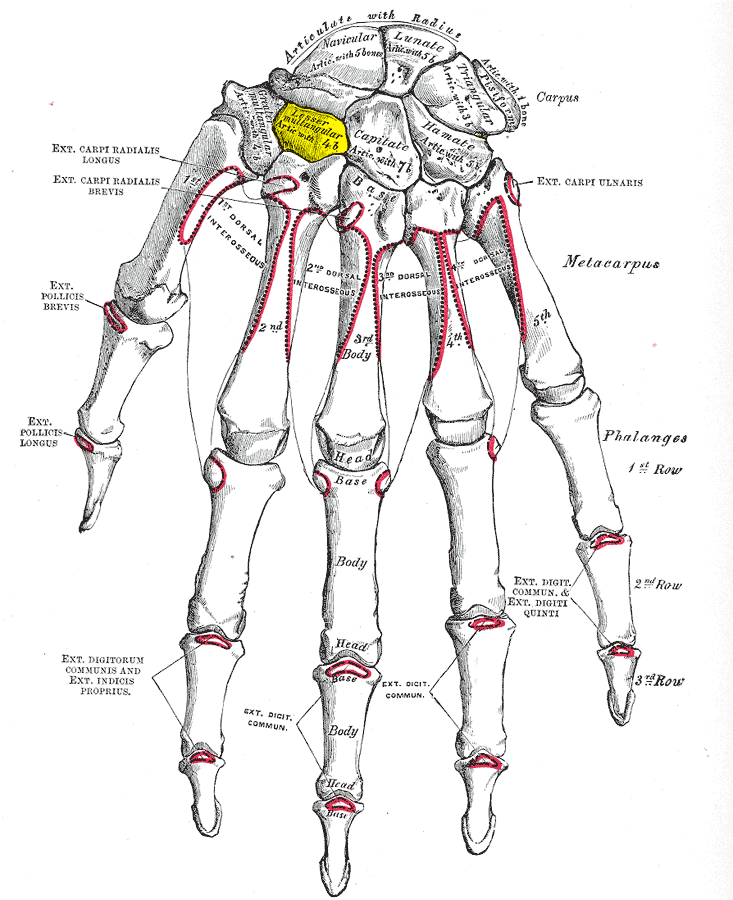
استخوان نیمه‌چهارپهلو با رنگ زرد نشان داده شده است. دست چپ. سطح پشتی.
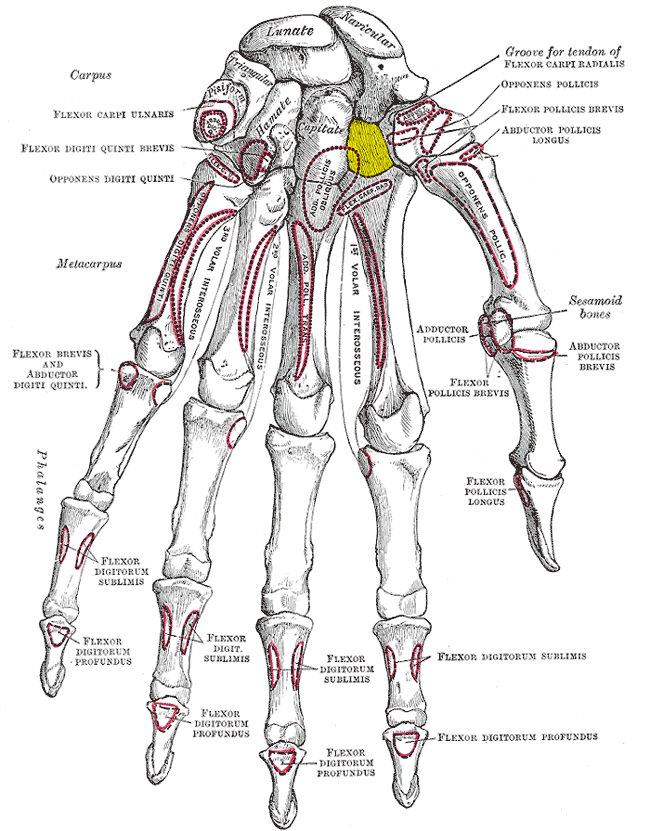
استخوان نیمه‌چهارپهلو با رنگ زرد نشان داده شده است. دست چپ. سطح کف‌دستی.
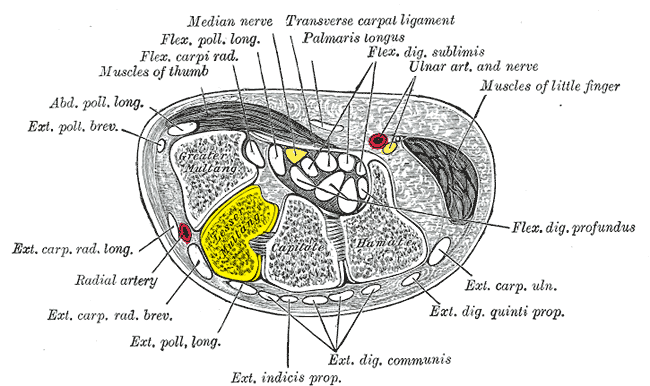
مقطع عرضی مچ دست (کف دست در بالا، انگشت شست در سمت چپ). استخوان نیمه‌چهارپهلو با رنگ زرد نشان داده شده است (با برچسب "Lesser Multang").
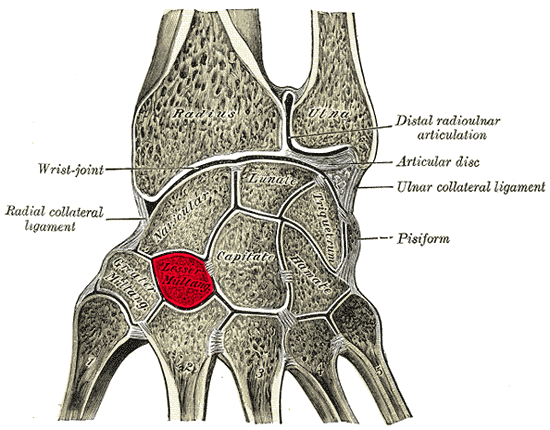
مقطع عرضی مچ دست (انگشت شست در سمت چپ). استخوان نیمه‌چهارپهلو با رنگ قرمز نشان داده شده است (با برچسب "Lesser Multang").

## نگارخانه

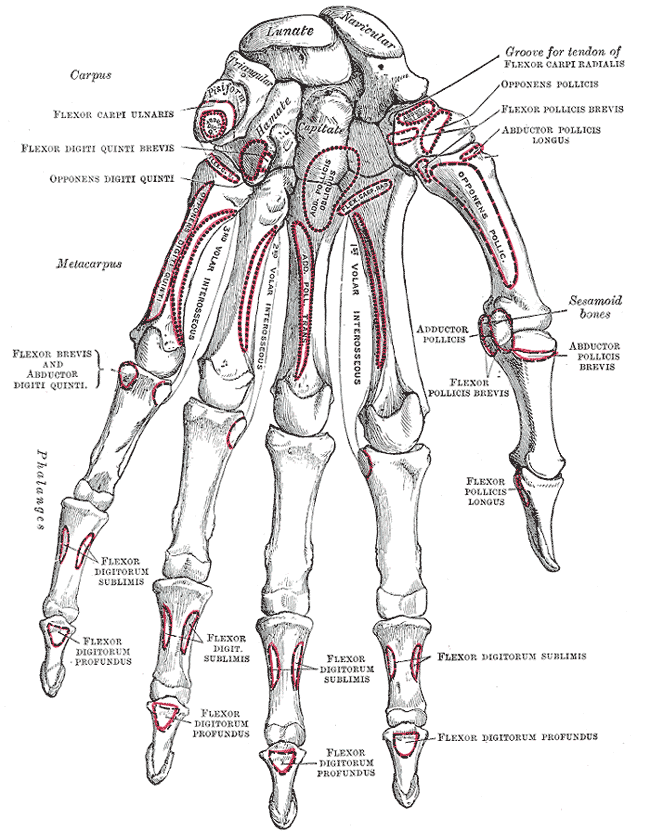
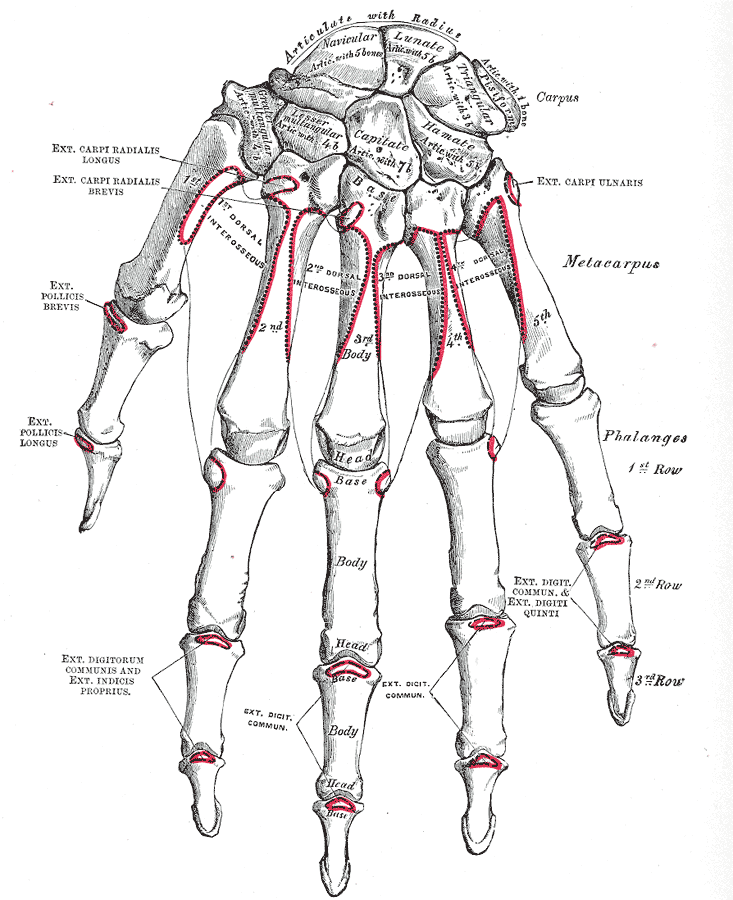
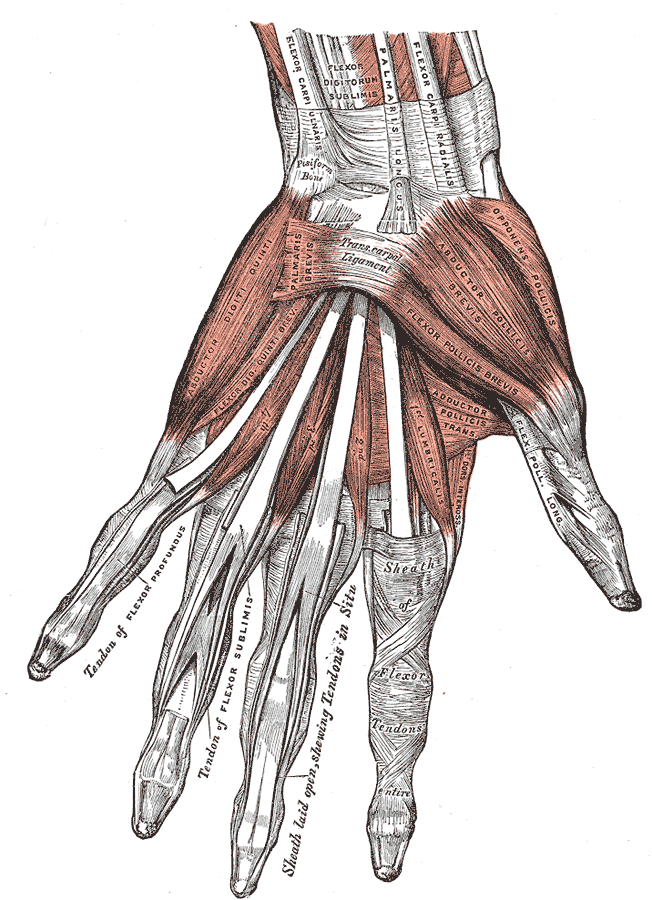